# Empis nigropilosa
Empis nigropilosa är en tvåvingeart som beskrevs av Collin 1937. Empis nigropilosa ingår i släktet Empis och familjen dansflugor. Inga underarter finns listade i Catalogue of Life.